# 박혜상 (성악가)
박혜상(1988년 10월 15일 ~ )은 대한민국의 소프라노 성악가이다.

## 생애
그녀는 뉴욕 메트로폴리탄 오페라 하우스 영 아티스트로 선발되어 활동하던 중 2015년 플라시도 도밍고 주최의 오페랄리아 국제 성악 콩쿠르 여성부문 2위에 입상하였고, 자라주엘라(스페니쉬 아리아) 여성 부문 1위를 수상했다. 이를 계기로 2016년 플라시도 도밍고의 내한공연에서 함께 이중창을 노래하였으며 도밍고 영 아티스트 콘서트의 게스트로 초청받아 LA 오페라 하우스 무대에 서기도 했다.  2016년 4월 제르다 리스너 재단 국제 대회에서 우승, 프랑스 보뉴에서 열리는 Music & Vin Festival에서 ‘상주 음악가’로 선정되었다. 2015 몬트리올 국제음악콩쿠르에서는 준우승과 최다 관객상을 수상했다. 어린 시절에 그녀는 이미 퀸 엘리자베스 국제음악콩쿠르 5위 입상 및 2014년, 2010년 국립오페라단 콩쿠르 금상, 2010 세종ㆍ매경 음악콩쿠르 성악부문 대상, 문화체육관광부 장관상 등 화려한 수상 경력을 보유하고 있다.
박혜상은 미국, 영국, 독일, 프랑스, 캐나다 등 세계 주요 오페라 하우스와 콘서트홀 무대에 서고 있다.  2017-18 시즌에는 글린드본 오페라 페스티벌에서 스트라우스의 낙소스 섬의 아리아드네(Ariadne auf Naxos), 뮌헨 바이에른 슈타츠 오퍼에서 모짜르트 ‘코지 판 투테’에서 데스피나역, ‘피가로의 결혼’,훔퍼딩크의 ‘헨젤과 그레텔’에 출연했고, 한국 국립 오페라단과 ‘로미오와 줄리엣’에서의 ‘줄리엣’을 연기했다. 그녀는 또한 브람스 ‘독일 레퀴엠(Ein deutschesRequiem)’에서 솔리스트로 음악 감독 다니엘 하이드 (Daniel Hyde)의 지휘 하에 세인트 토마스 교회 콘서트 시리즈에 참여했고, 켄 노다 (Ken Noda)와 마이애미 챔버뮤직 (the Friends of Chamber Music of Miami)과 함께 리사이틀을 열었다. 그녀는 또한 뉴욕 필하모닉, LA 오페라와 협연하였고 캐나다 프로뮤지카 도미니카 시리즈(ProMusica Dominica Series), 카네기홀의 네이버후드 콘서트 시리즈 (Neighborhood Concert Series) 에도 출연하였다.
그녀는 줄리아드 재학시절, 벨리니의 ‘몽유병 여인(La Sonnambula) , 이탈리아의 터키인(Il Turco in Italia) 에 출연하여 오페라 뉴스 매거진으로부터 “그녀의 견고하고 세련된 fioritura 전달력은 글래머러스 하고 뛰어나며, 벨칸토를 더 화려하게 표현할 수 있는 능력을 확실하게 보여준다” 라는 찬사를 받았다. 그녀는 또, 그 해 가을 플라시도 도밍고의 초대를 받아 프라하에서 돈 조반니의 체를리나를 노래했다. 그 이외에도 필라델피아 챔버뮤직 소사이어티 초청 공연 및 다수의 메트 오페라 기획 리사이틀을 올린 바 있다. 2019 시즌에 그녀는 뉴욕과 워싱턴의 리사이틀을 시작으로 글라인본 페스티벌(Glyndebourne Festival)에서 로시니 ‘세비야의 이발사’ 의 로지나역으로 화려한 스포트라이트를 받았고, 연출가 코스키(Barrie Kosky)의 새롭게 제작한 라보엠에서 무제타, 도니 제티 ‘사랑의 묘약’ 의 자네타로 마카오 국제 페스티벌 등 세계 각지에서 다양한 공연을 준비 중에 있다.
소프라노 박혜상은 서울대학교 음악대학 성악과를 졸업하고 줄리어드 음악원 석사과정과 전문연주자 과정(Artist Diploma in Opera Studies)을 전액장학생으로 마쳤다. 그녀는 Edith Bers를 사사하였으며, 리차드 보닝, 마릴린 혼, 르네 플레밍, 레나타 스코토, 마리에라 데비아, 루치아나 세라 등 거장들의 마스터 클래스를 가졌다.
기본적으로 그녀의 음역은 리릭 레제로 소프라노지만,
콜로라투라 소프라노의 가볍고 맑은 표현, 그리고 수브레토적인 재치와 한편으로는 메조 소프라노의 드라마틱한 무게감을 모두 겸비해 오페라 뿐만 아니라 콘서트 무대에서도 탁월한 스타성과 함께 뛰어난 청중 흡입력을 이끌어낸다는 평가를 받고 있다.